# KK超市
KK超市是马来西亚的一家连锁便利店。

## 历史
KK超市成立于2001年，以其创始人蔡志权的名字命名。KK超市的第一家店位于吉隆坡旧古仔，初始资本仅为60万令吉。
它最初主要集中在巴生谷地区、布城、赛城、吉隆坡国际机场、马六甲和芙蓉。KK超市还在尼泊尔、印度等其他国家设有分店。2019年，KK超市在吉隆坡快捷通（Rapid KL）格拉那再也站开设了第一家在车站的分店。
该零售商目前经营650家门店，并以平均每月10家的速度迅速扩张。该公司于2019年与专注于在线游戏的印度尼西亚支付公司UniPin建立了合作伙伴关系。 

位于格拉那再也站里的KK超市。

2022年7月，KK超市与GS集团旗下便利店品牌GS25签署谅解备忘录，GS25是韩国领先的便利店，在全球拥有超过16,000家门店。继越南和蒙古之后，马来西亚是GS25扩张到的第三个国家。
根据他们的声明，KK超市的目标是在2023年第三季度开设首家GS25店，并在未来5年内开设500家门店。 他们还将向有兴趣开设自己的GS25门店的当地企业主提供特许经营机会。

## 争议

### 销售印有“安拉”字样的袜子
2024年3月18日，KK超市的双威镇第二分店在华裔穆斯林传教士黄伟雄的揭发下，被发现在店内出售印有“安拉”字样的袜子。黄伟雄将该商品的照片上载至脸书，并之后开始在网上疯传，引发许多穆斯林网民和政治人物的强烈抗议，也让许多人如阿克马沙烈呼吁抵制KK超市，并且激怒马来西亚最高元首苏丹依布拉欣·依斯迈。然而，有一些政治人物呼籲公眾不要誇大這個問題，例如张盛闻、陸兆福、倪可敏、张庆信、阿末扎希和安华。2024年3月26日，马来西亚警方传唤该公司创始人蔡志权调查相关案件而蔡志权否认有罪，之后缴纳1万令吉保释。7月15日，KK便利店向法庭承认亵渎宗教罪名的指控，被沙亚南地庭裁定罚款6万令吉，蔡志权及其妻子免受刑事指控。

### 销售滥用“清真”标志的火腿三明治，误导消费者
2025年1月10日，马来亚大学的学生举报，在大学便利店内发现标有“火腿奶酪三明治”的包装上使用「清真」标志，涉及误导消费者，并引起质疑该产品如何获得清真认证的议论。马来亚大学宣布即时关闭校园内两家被指售卖非清真三明治便利店，并且接受马来西亚教育部和卫生部的检查。3天后，在受到穆斯林群体批评后，KK超市发文表示，已冻结与供应商「Shake and Bake Café」的所有业务往来，澄清有16家KK概念店有售卖该产品，供应商在未获得授权下在包装上使用其徽标。KK超市将有关错误归咎于依赖供应商所提供的清真认证，并且表示已向警方报案，对该供应商采取法律行动。于此同时，马来西亚伊斯兰发展部表示，其清真管理部门在接到网上投诉后，与国内贸易及生活费部调查后，证实该供应商未经授权使用清真徽标。